# ゾイリンゲン
ゾイリンゲン (ドイツ語: Seulingen) は、ドイツ連邦共和国ニーダーザクセン州ゲッティンゲン郡に属す町村（以下、本項では便宜上「町」と記述する）で、ザムトゲマインデ・ラードルフスハウゼンを構成する町村の一つである。

## 地理
ゾイリンゲンはウンターアイヒスフェルトに位置し、エーバーゲッツェンを本部所在地とするザムトゲマインデ・ラードルフスハウゼンに属している。

## 歴史
ゾイリンゲンの現存する最初の文献上の記録には Sulliggi と表記されており、973年から975年にコルヴァイ文書の中にある。ある人物（おそらく男性）が母親ベルタのために、修道士が母のために祈りを捧げる対価として、コルヴァイ修道院に Sulliggi の農場を、ネーゲンボルンとギッテルデの農場とともに寄贈した。この手稿は修道士のメモであったが、彼はそれにより寄贈の記録を末永く伝えることになったのである。ただしこのメモには日付が記されていない。973年から975年という年代決定は、コルヴァイ文書を新たに編集したクレメンス・ホーゼルマンによってなされた。地名研究者のウーヴェ・オハインスキはウスラー近郊にゾーリンゲン (Sohlingen) という名の集落があるにもかかわらず、この Sullige と表記された集落がゾイリンゲンであることは明らかだと断言している。一方、別の著書では誤って1055年の記録を最初の記述だとしている。1055年の文書には、この村は Suligge という名前で登場する。中世のミニステリアーレ一門が Herpaul（直訳すると「領主の沼」）に拠点を構えた。12世紀から存在が確認されるこの一門は 15世紀に断絶したが、3本の柱 (Säule) が描かれた現在も有効なこの町の紋章は断絶したこの一門に由来する。ドゥーダーシュタットの勢力範囲拡大に伴ってゾイリンゲンはこの都市の行政支配下、司法管轄下に置かれた。この村はその後、ドゥーダーシュタット市の5つの主任司祭管区に属した。1525年にマインツ選帝侯はこの村をアムト・ギーボルデハウゼンの司法管轄下に編入したが、徴税と行政管理についてはそれまで通りドゥーダーシュタット市に属した。ドゥーダーシュタットの管理下で、ゾイリンゲンは穀物税、賦役、牧畜税を納入していた。この村にはさらに建設計画への勤労奉仕や道路建設に従事することが義務づけられた。ドゥーダーシュタットとの緊密な関係はドゥーダーシュタットの外部防塁に表れている。この都市は、自身だけでなく、ゾイリンゲンも防塁で取り囲んでいたのである。19世紀になってやっとゾイリンゲンに課されていた税について状況が変わった。農政改革と償却令が、これらの課税から村を開放したのである。
ゲッティンゲンからドゥーダーシュタット市への通商路の交通確保のため、1408年にドゥーダーシュタット市当局はヴェスターベルクの山頂に監視塔 (Warte) を建設した。この他の防衛施設に、かつての自衛教会がある。この旧教会塔は現在、町の教区教会である洗礼者聖ヨハネ教会の一部となっている。この教会塔と他の3件の家屋が、三十年戦争の際 1623年7月19日のクリスティアン・フォン・ブラウンシュヴァイクの焼き討ちを切り抜けた建物である。戦後、自警団から射撃協会が形成された。
両世界大戦では、ゾイリンゲンからも多くの犠牲者が出たが、村自体は第二次世界大戦による破壊を免れた。1945年以後数多くの難民がゾイリンゲンに流入し、ここを新たな故郷とした。ゾイリンゲンの歴史的な中核地区には数多くの木組み建築があり、新しい建物とコントラストをなしている。これは、この町の発展を建築の点から物語るものである。生活の質を改善するために多額の投資が行われ、幼稚園、スポーツ施設、余暇施設、新しい学校、統一感のある住宅地、図書館、青少年の集まる場所や社交場が造られた。人々はさらなる工業、商業、サービス業の企業誘致に努めている。町の姿は変貌し、それは町の通り、路地、広場に及んでいる。

## 行政

### 議会
この町の議会は 11人の議員からなる。

### 首長
名誉職の町長には、マティアス・リンクが2013年9月12日に選出された。

## 文化と見所

### 年中行事
- 聖土曜日に、消防署横で消防団による復活祭の花火が開催される。
- 4月30日には市民の家で「5月のダンス」が行われる。
- 6月の第3週末には射撃祭が行われる。
- 12月末には聖ヨハネ教会でクリスマスコンサートが開催される。

### 洗礼者聖ヨハネ教区教会

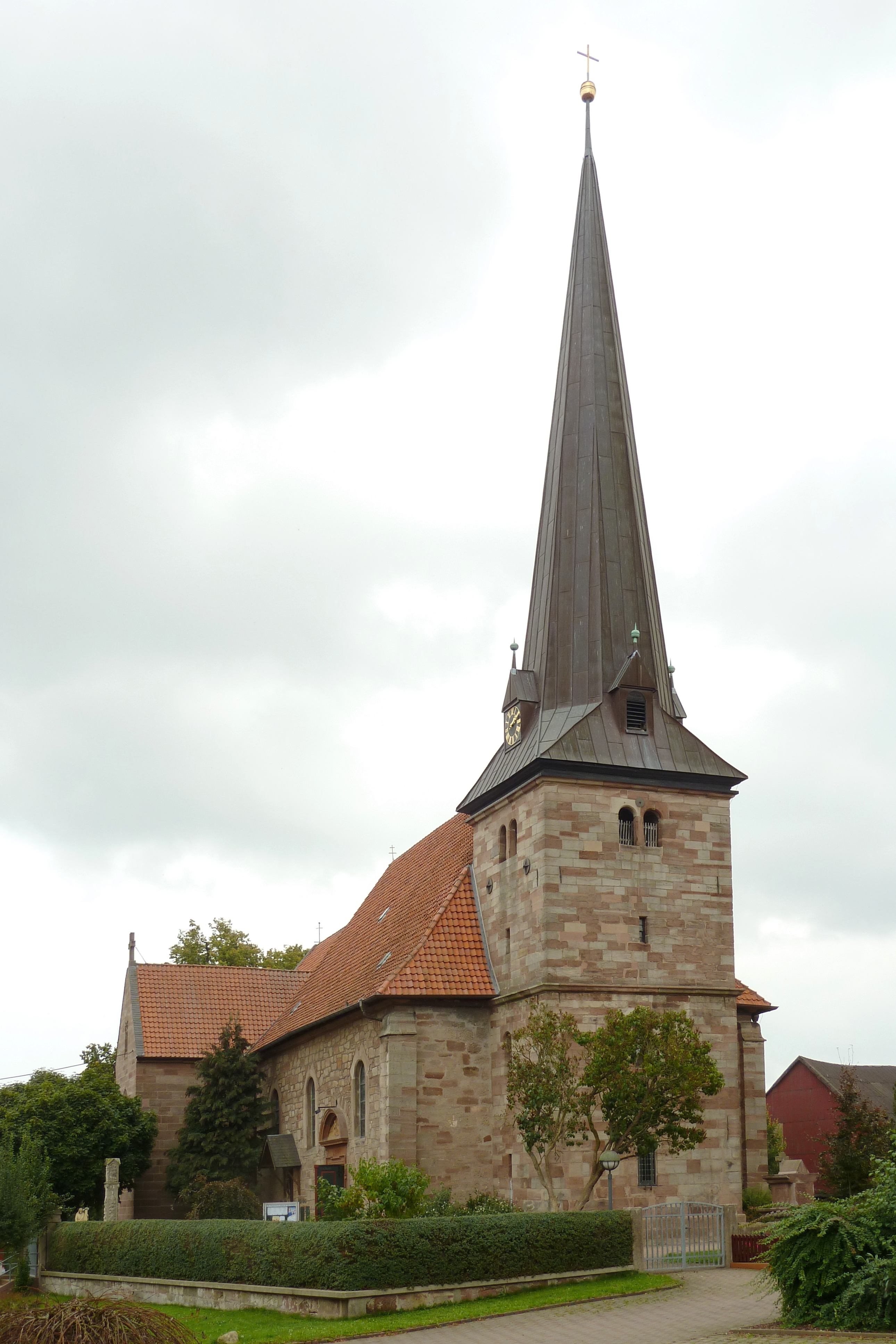
洗礼者聖ヨハネ教会

現在のゾイリンゲン教区教会は、この集落の3代目の教会である。1986年に行われた考古学的発掘は、ロマネスク様式のホール建築とゴシック様式のホール式教会が昔あったことを示している。当時の建物は、現在の教会の西側にあり、交差ヴォールトの方形内陣、一部に2階席を有していた。全長は約 19 m であった。13世紀に、この古い教会堂が焼失した後、新しい教会が建設された。住民は多角形に窪んだ内陣と方形の塔を持つ、以前よりも拡張されたゴシック様式のホール教会を手に入れた。教会の全長は 30.5 m となった。三十年戦争でこれが破壊された後、1685年から1687年に3代目の教会堂が建設された。イタリア人建築家ドミニクス・バラットが建設責任者であった。先代の教会塔は遺され、バロック様式の教会となった。1869年に翼廊、聖具室、半円形のアプシスを有する内陣が増築された。現在の教会堂には、一部では荒石で造られたバロック様式の壁や、またある部分ではネオロマネスク様式のブンテル砂岩の壁からなるファサードが見られ、それぞれの建築部分の構成を物語っている。遺されていた塔は、1996年に銅の屋根が葺かれたが、教会の内部には平らな格天井が見られ、何度も塗り替えられた壁絵がある。元々ネオロマネスク様式の装飾が創られ、1879年に完成したが、1924年にユーゲントシュティール様式のものに置き換えられた。また、以前嵌め込まれていたハノーファーのヘンニングとアンドレアスのステンドグラスに替えて1977年に抽象的な図柄の窓となった。このような様式の混在は、教会の様々な所有物に見られる。1869年に造られたネオロマネスク様式の主祭壇には1687年の日付があるバロック様式の祭台がある。さらに教会内には、バロック祭壇の断片、説教壇、17世紀初めの悲しみの祭壇、ヨセフとマリアの像、等身大よりも大きな十字架磔刑像や17世紀のマリア像がある。マリアの戴冠を描いた絵画は、1694年にアシャッフェンブルクの宮廷画家ドミニクスが描いたものである。砂岩製の洗礼盤は1630年に造られたルネサンス様式であるが、上部にはバロック様式の渦巻き装飾が施されている。

## 経済と社会資本

### 交通
ゾイリンゲンは、ゼーブルクとゲッティンゲン＝エスプリンゲローデとの間に位置しており、ネルテン＝ハルデンベルクからドゥーダーシュタットに通じる連邦道B446号線に面している。

## 引用
1. ↑  Landesamt für Statistik Niedersachsen, LSN-Online Regionaldatenbank, Tabelle A100001G: Fortschreibung des Bevölkerungsstandes, Stand 31. Dezember 2023
2. ↑  Kirstin Casemir, Uwe Ohainski, Jürgen Udolph: Die Ortsnamen des Landkreises Göttingen. In: Jürgen Udolph (Hrsg.): Niedersächsisches Ortsnamensbuch (NOB). Teil IV, Verlag für Regionalgeschichte, Bielefeld 2003, ISBN 3-89534-494-X, S. 369–371.
3. ↑  www.seulingen.de - Geschichte.
4. ↑  Bettina Bommer, Die Problematik der Ersterwähnung : Warum Seulingen im Jahr 2005 kein Ortsjubiläum feiert. In: Eichsfelder Heimatzeitschrift, Bd. 47. 2003, Heft 10. p. 346.
5. ↑  Peter Ferdinand Lufen: Landkreis Göttingen, Teil 2. Altkreis Duderstadt mit den Gemeinden Friedland und Gleichen und den Samtgemeinden Gieboldehausen und Radolfshausen. In: Christiane Segers-Glocke (Hrsg.): Denkmaltopographie Bundesrepublik Deutschland. Baudenkmale in Niedersachsen. 5.3, CW Niemeyer, Hameln 1997, ISBN 3-8271-8257-3, pp. 314–316.
6. ↑  Ernst Heinrich Kneschke: Neues allgemeines Deutsches adels-lexicon Band 6 1865, p. 421